# Reino Unido en los Juegos Olímpicos de Lake Placid 1980
El Reino Unido estuvo representado en los Juegos Olímpicos de Lake Placid 1980 por un total de 48 deportistas que compitieron en 7 deportes.  
El portador de la bandera en la ceremonia de apertura fue el deportista de luge Jeremy Palmer-Tomkinson.

## Medallistas
El equipo olímpico británico obtuvo las siguientes medallas:
| Nombre        | Deporte            | Competición  |
| ------------- | ------------------ | ------------ |
| Oro           |                    |              |
| Robin Cousins | Patinaje artístico | Individual M |
| Plata         |                    |              |
| —             |                    |              |
| Bronce        |                    |              |
| —             |                    |              |